# Antonio de Miraballis
Antonio de Miraballis (falecido em 1503) foi um prelado católico romano que serviu como bispo de Lettere-Gragnano (1478–1503).

## Biografia
A 14 de janeiro de 1478, Antonio de Miraballis foi nomeado durante o papado de Sisto IV como Bispo de Lettere-Gragnano. Serviu como Bispo de Lettere-Gragnano até à sua morte em 1503.